# Sant'Ana do Livramento
Sant'Ana do Livramento, o anche Santana do Livramento, è un comune del Brasile nello Stato del Rio Grande do Sul, parte della mesoregione del Sudoeste Rio-Grandense e della microregione della Campanha Central.
È situata a ridosso della frontiera con l'Uruguay e insieme a Rivera, la città uruguaiana sull'altro lato del confine di stato, forma un unico agglomerato urbano di circa 200 000 abitanti.

## Geografia
Sant'Ana do Livramento è situata a 498 km dalla capitale statale Porto Alegre e a 2434 km dalla capitale nazionale Brasilia.

## Storia
La città fu fondata ufficialmente il 30 luglio 1823.